# UUAARRGH!
UUAARRGH! è il terzo album studio del gruppo pop punk tedesco WIZO, pubblicato nel 1994 dall'etichetta del gruppo, la Hulk Räckorz, e ripubblicato nel 1995 dalla Fat Wreck Chords con parecchie tracce in meno.

## Tracce (1994)
1. Wer Bist Denn Du – 0:15
2. Kopfschuss – 3:35
3. W8ing 4 U – 3:13
4. Raum der Zeit - 1:38
5. Überleitung – 0:04
6. Tod im Freibad – 2:06
7. Just Go – 3:35
8. Schweinewelt – 2:51
9. How Could I've Known? – 2:15
10. Anruf – 1:08
11. Hey Thomas – 4:01
12. Überleitung – 0:08
13. Überflüssig – 3:04
14. Die Letzte Sau – 2:43
15. Bru Pro – 0:22
16. Sterbehilfe – 3:39
17. Lug & Trug – 3:58
18. Das Goldene Stück – 3:28
19. Überleitung – 0:27
20. Schlechte Laune – 1:32
21. Gemein – 2:57
22. Irgendwo - Nirgendwo – 4:25
23. Hund – 3:05
24. B.D.U. – 3:01
25. K.O. (Outro) – 6:17

## Tracce (Fat Wreck Chords1995[1])
1. Tod im Freibad - 2:13
2. How Could I've Known? - 2:16
3. Gemein - 2:55
4. Raum der Zeit - 1:39
5. Anruf - 1:08
6. Hey Thomas - 3:59
7. Kopfschuss - 3:36
8. Schweinewelt - 2:51
9. W8ing 4 U - 3:14
10. Schlechte Laune - 2:00
11. Lug & Trug - 3:59
12. Das Goldene Stück - 3:28
13. Hund - 3:06

## Formazione[2]
- Axel Kurth - voce, chitarra, arrangiamenti
- Jörn Genserowski - basso
- Charly - batteria